# Trisomie 8
Die Trisomie 8, auch bekannt unter dem Namen Warkany-Syndrom 2 (benannt nach dem Kinderarzt Joseph Warkany, 1902–1992), ist eine Chromosomenbesonderheit auf der Grundlage einer Genommutation, bei der Erbmaterial des Chromosoms 8 in allen oder einigen Körperzellen des Menschen dreifach (trisom) statt üblicherweise zweifach (diploid) vorhanden ist.
Meistens liegt eine Mosaik-Trisomie 8 vor, bei der nur ein Teil der Zellen das zusätzliche Chromosom besitzt und gleichzeitig eine Zelllinie mit dem üblichen disomen Chromosomensatz existiert. Dieses parallele Vorliegen mehrerer Karyotypen innerhalb eines Organismus wird in der Genetik als Mosaik bezeichnet. Der Karyotyp der Mosaik-Trisomie 8 lautet 46,XX/47,XX,+8 bzw. 46,XY/47,XY,+8.
Seltener ist die Freie Trisomie 8, bei der in allen Körperzellen das zusätzliche Chromosom 8 nachgewiesen werden kann (Karyotyp: 47,XX,+8 bzw. 47,XY,+8).

## Auftretenshäufigkeit
Die Trisomie 8 zählt zu den seltenen Chromosomenbesonderheiten. Sie tritt sporadisch (vereinzelt, zufällig) auf, es sind etwa 120 Fälle dokumentiert. Überwiegend liegt die Trisomie 8 als Mosaik vor (Mosaik-Trisomie 8 / Trisomie-8-Mosaik-Syndrom). Sowohl Jungen als auch Mädchen können mit Trisomie 8 geboren werden.

### Häufige Merkmale vor der Geburt (pränatal)
Im Zuge der sich stetig weiter entwickelnden Möglichkeiten vorgeburtlicher Untersuchungen (Pränataldiagnostik) sind einige Besonderheiten dokumentiert worden, die vergleichsweise häufig bei Ungeborenen mit Trisomie 8 festgestellt werden können.
Zu den Hinweiszeichen, die insbesondere in Kombination miteinander auf das Vorliegen einer Trisomie 8 beim ungeborenen Kind hindeuten können und die mitunter mittels Ultraschalluntersuchungen zu erkennen sind, zählen zum Beispiel:
- Herzfehler

- Fehlbildungen der Nieren, Nierenbeckenerweiterung

- Fehlbildungen des Skeletts (Tetramelie)

- Verbiegung der Wirbelsäule mit Außenwölbung nach vorn (Skoliose, Lordose, Kyphose)

- zwei oder mehr aufeinanderfolgende Wirbel sind vollständig oder teilweise miteinander verwachsen (Blockwirbel)

- leichte Biegung des kleinen Fingers in Richtung Ringfinger (Klinodaktylie) bei gleichzeitiger Verkürzung von Sehnen und Sehnenscheiden, die eine vollständige Streckung des jeweiligen Fingers nicht möglich machen (Kamptodaktylie)

- eine vergleichsweise kleine Mund-Kinn-Region (mandibuläre Retrognathie) mit einer Verkürzung des Unterkiefers

- Kurzfingrigkeit (Brachydaktylie)

- schmale Darmbeinschaufel

- Fehlen oder Fehlbildung der Kniescheiben (Aplasie bzw. Hypoplasie der Patella)

- Flüssigkeitsansammlung in Nackenbereich (große Nackentransparenz)

Keines dieser Symptome ist jedoch aussagekräftig genug für eine eindeutige Diagnose, auch dann nicht, wenn einige der Besonderheiten in Kombination miteinander auftreten.
Eine Diagnose ist bis heute ausschließlich durch eine Untersuchung der Chromosomen selbst möglich. Vorgeburtlich stehen als Methoden insbesondere die Amniozentese oder die Chorionzottenbiopsie zur Verfügung bzw. die sich diesen Verfahren anschließende Chromosomenanalyse. Insbesondere bei der Chorionzottenbiopsie muss bedacht werden, dass eine Mosaik-Trisomie 8 auch plazentabegrenzt auftreten kann, und das Baby kein fetales Mosaik in sich trägt bzw. auch bei der sonstigen Chromosomenuntersuchung Mosaike nicht immer erkannt werden.

### Häufige Merkmale nach der Geburt (postnatal)
Nach der Geburt sind bei den meisten Säuglingen mit Trisomie 8 verschiedene körperliche Merkmale zu finden, die eine sogenannte Verdachtsdiagnose möglich machen. Hierzu zählen z. B.:
- angeborene Gelenksteife (Arthrogryposis)
- häufig Spina bifida occulta
- Besonderheiten der Fußsohlen (besonders auffällige Furchungen der Sohlen / Plantarfurchen)
- ein vergleichsweise großer Abstand zwischen der ersten und zweiten Zehe (Sandalenlücke / Sandalenfurche)
- viele und tiefe Furchen in den Handinnenflächen (Palmarfurchen)
- Vierfingerfurche (bei ca. 75 von 100 Kindern)
- vergleichsweise tief ansetzende, große und lange Ohren
- unterentwickelte (hypoplastische) Falte, die dem Ohrmuschelrand gegenüberliegt (Anthelix)
- hohe Stirn
- kurzer Hals
- schmale, abfallende Schultern
- langer Brustkorb
- Besonderheiten bei der Anzahl und Breite der Rippen
- überzählige (akzessorische) Brustwarzen (Mamillen)
- hoher, schmaler Gaumen
- Gaumenspalte
- volle, dicke Lippen, umgestülpte (evertierte) Unterlippe
- vergleichsweise kleiner Augenabstand (Hypotelorismus)
- Herabhängen eines oder beider Augenlider, wobei das Oberlid häufiger betroffen ist (Ptosis)

- Schielen (Strabismus)

- breite Nase, häufig aufwärts weisende Nasenlöcher (Nares)

- oft überdurchschnittliches Gewicht

- erhöhtes Tumorrisiko

- leichte bis mittelschwere kognitive Behinderung

Als Differentialdiagnosen kommen andere Syndrome mit Arthrogryposis in Frage.

## Verlauf
Eine Trisomie 8 ist nicht ursächlich heilbar, lediglich die Symptome können behandelt werden. Das klinische Bild ist insbesondere bei der Mosaik-Trisomie 8 recht variabel und es sind auch Menschen bekannt, bei denen sich kaum Auffälligkeiten finden.
Eine Prognose zur körperlichen Entwicklung ist abhängig davon, welche körperlichen Besonderheiten in welcher Ausprägung vorliegen und wie sie behandelbar sind bzw. wie sie behandelt werden.
Die kognitiven Beeinträchtigungen werden allgemein als leicht bis mittelschwer eingestuft, bei Menschen mit der Mosaik-Trisomie 8 sind sie oft leichter und sehr variabel in der Ausprägung. Bei deutlich niedrigerem Anteil trisomer Zellen ist auch das Erreichen der üblichen Intelligenz möglich.